# باشگاه ورزشی اسکولارز اینترنشنال
باشگاه ورزشی اسکولارز اینترنشنال یک باشگاه فوتبال حرفه‌ای مستقر در وست بی، جزایر کیمن است که در حال حاضر در لیگ برتر کیمن بازی می‌کند.

## افتخارات
- لیگ جزایر کیمن: ۱۲ قهرمانی[۳]
- جام حذفی جزایر کیمن: ۴ قهرمانی[۴]